# Theodor Bödefeld
Theodor Bödefeld (* 1898; † 1959) war ein deutscher Elektrotechniker.

## Leben
Theodor Bödefeld studierte an den Technischen Hochschulen Darmstadt und Hannover.
Im Jahr 1922 begann er bei der Maschinenfabrik Thyssen in Mülheim an der Ruhr. 1926 wechselte Bödefeld an die Technische Hochschule Karlsruhe als Assistent von Rudolf Richter, wo er über die Eigenschwingung der Synchronmaschine promovierte. 1931 wurde Bödefeld Professor am Badischen Staatstechnikum in Karlsruhe. 1935 wechselt er, als Nachfolger von Johann Ossanna, zur Technischen Hochschule München auf den Lehrstuhl für Elektrische Maschinen. Sein Lehr- und Arbeitsgebiet umfasste die Wirkungsweise, den Bau und die Prüfung elektrischer Maschinen, Transformatoren, Stromrichter sowie die elektrische Energieübertragung.
In den Jahren 1943 und 1944 war er Gastprofessor an der Technischen Universität Istanbul.
Den Lehrstuhl in München musste Theodor Bödefeld nach dem Zweiten Weltkrieg aus politischen Gründen verlassen. Als er 1947 nach Istanbul berufen wurde, verwehrte man ihm die Ausreise dorthin. Im Jahr 1952 übernahm er zunächst die Leitung der Berechnungsbüros und später die Technische Leitung im Dynamowerk der Siemens-Schuckertwerke AG in Berlin.

## Werke
- Die Eigenschwingung der Synchronmaschine. Elektrotechn. Verlag, Wien 1930
- mit Heinrich Sequenz: Elektrische Maschinen. Eine Einführung in die Grundlagen. Springer, Wien 1942; 8. vollständig neubearbeitete Auflage, Springer, Wien und New York 1971, ISBN 3-211-80971-6
- Elektrik makineleri: esaslara bir giriş; 1955

| Personendaten    | Personendaten              |
| ---------------- | -------------------------- |
| NAME             | Bödefeld, Theodor          |
| KURZBESCHREIBUNG | deutscher Elektrotechniker |
| GEBURTSDATUM     | 1898                       |
| STERBEDATUM      | 1959                       |